# Komjáth Péter
Komjáth Péter (Budapest, 1953. április 8. –) magyar matematikus, egyetemi tanár, a Magyar Tudományos Akadémia rendes tagja. Kutatási területe a halmazelmélet, ezen belül a kombinatorikus halmazelmélet.

## Életpályája
1971-ben érettségizett a budapesti Fazekas Mihály Gimnáziumban, majd felvették az ELTE Természettudományi Kar (ELTE-TTK) matematika szakára, ahol 1976-ban szerzett matematikusdiplomát. 1979-ben védte meg egyetemi doktori disszertációját. Diplomájának megszerzése után az egyetem algebra- és számelméleti, később a Számítógéptudományi Tanszékén kapott gyakornoki állást. 1978-tól tanársegédként, 1984-től adjunktusként, 1989-től docensként dolgozott. Fiatalon, mindössze harminchét évesen megkapta egyetemi tanári kinevezését. 1994-ben átvette a Számítógéptudományi Tanszék vezetését. A tanszéket 2004-ig vezette, majd 2009-ben ismét átvette. Emellett 1982–1983-ban, valamint 1998-ban a Calgaryi Egyetem, 1986–1987-ben a Lehigh Egyetem (Bethlehem, Pennsylvania), 1991–1992-ben a vancouveri Simon Fraser Egyetem, valamint az atlantai Emory Egyetem (2009) vendégprofesszora volt. 1997 és 2000 között Széchenyi professzori ösztöndíjjal kutatott.
1984-ben védte meg a matematikai tudomány kandidátusi, 1989-ben (harminchat évesen) akadémiai doktori értekezését. Az MTA Matematikai Bizottságának (illetve a Doktori Bizottságnak) lett tagja. 2007-ben a Magyar Tudományos Akadémia közgyűlésének doktori képviselője lett. 2010-ben a Magyar Tudományos Akadémia levelező, 2016-ban rendes tagjává választották. Emellett a Bolyai János Matematikai Társulat és az American Mathematical Society tagja.

## Munkássága
Fő kutatási területe a halmazelmélet, ezen belül a kombinatorikus halmazelmélet. Emellett végtelen gráfokkal, függetlenségi tételekkel és valós függvénytannal is foglalkozik.
Komjáth a halmazelmélet kiemelkedő jelentőségű szakértője. A kombinatorikus halmazelmélet egyik vezető kutatójának is számít. A halmazelmélet területén számos régi problémát oldott meg. E témakörben a matematikai logika eszközeit használja. Szaharón Selah izraeli matematikussal közös dolgozatában korábban egy 1971-ben felvetett problémára talált addig elképzelhetetlennek tartott függetlenségi eredményeket. Jelentős eredménye a strukturális Ramsey-elméletben, a halmazrendszerek és a gráfok kromatikus számainak vizsgálataiban, valamint a halmazleképezések elméletében végzett bizonyításai. A Pólya–Szegő-féle analízis-feladatgyűjtemény és a Lovász-féle kombinatorika-példatár nyomán Totik Vilmossal közösen írt 2006-ban halmazelméleti feladatgyűjteményt. Erdős-száma 1.

## Díjai, elismerései
- Grünwald Géza-díj
- Az MTA Matematikai Díja (1989)
- Erdős Pál-díj (1990)
- Akadémiai Díj (2002)

## Főbb publikációi
- Majdnem diszjunkt halmazrendszerek (1983)
- Connectivity and Chromatic Number of Infinite Graphs (1986)
- Forcing Constructions for Uncountably Chromatic Graphs (társszerző, 1988)
- Végtelen gráfok színezési problémái (1989)
- A Graphs Decomposition Theorem for Rn (1994)
- Finite Subgraphs of Uncountably Chromatic Graphs (társszerző, 2005)
- Problems and Theorems in Classical Set Theory (Totik Vilmossal, 2006)